# Stylostegium caespiticium
Stylostegium caespiticium là một loài rêu trong họ Seligeriaceae. Loài này được (F. Weber & D. Mohr) Bruch & Schimp. mô tả khoa học đầu tiên năm 1846.